# Irã nos Jogos Olímpicos de Verão de 2004
O Irã competiu nos Jogos Olímpicos de Verão de 2004, em Atenas, na Grécia.